# Automatizace

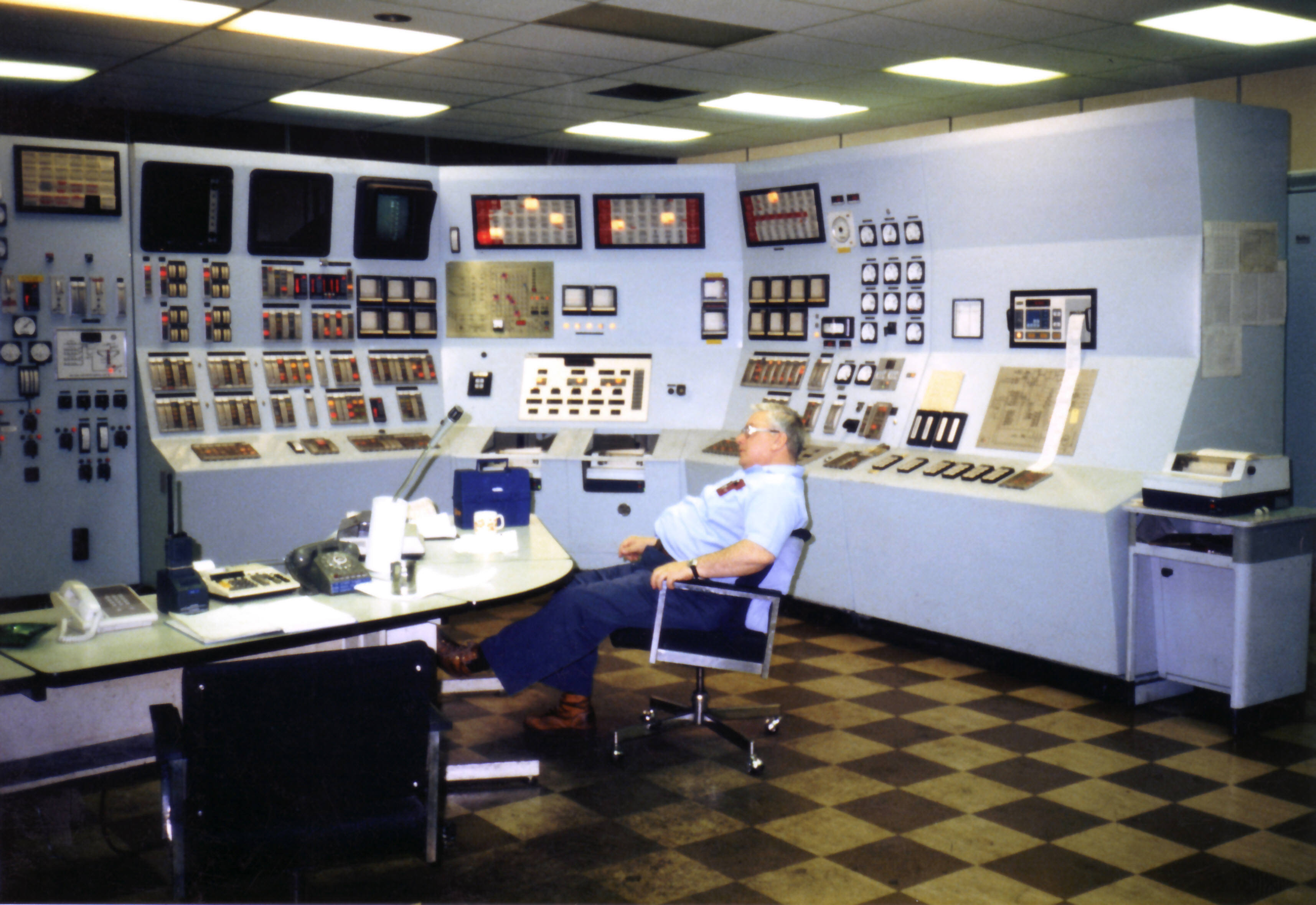
Řídicí místnost v elektrárně na fosilní paliva v Point Tupper v Novém Skotsku v Kanadě. Pod každou skříní jsou velké otvory přímo v betonovém panelu s dvouhodinovou požární odolností. Ucpány byly protipožárními uzávěry mnoho let po uvedení elektrárny do provozu

Automatizace označuje použití samočinných řídicích systémů k řízení technologických zařízení a procesů. Z pohledu industrializace jde o krok následující po mechanizaci. Zatímco mechanizace poskytuje lidem k práci zařízení, které jim usnadňuje práci, automatizace snižuje potřebu přítomnosti člověka při vykonávání určité činnosti.
Při splnění ideálního předpokladu tzv. komplexní automatizace by teoreticky mohlo dojít až k vyřazení člověka z příslušného výrobního procesu. V praxi se jeví tato možnost jako neuskutečnitelná.
Moderní pojetí výrobní automatizace staví člověka a automatizační techniku do role partnerů: automatizační technika pomáhá lidem udržovat technologické procesy efektivní a bezpečné.